# Конфекціоніст
Конфекціоніст — назва професії, спеціаліст який займається підбором, пошуком та закупівлею тканин та фурнітури (ґудзиків, ремінців, застібок тощо) для швейного виробництва. На відміну від модельєра який підбирає матеріал виходячи з естетичних міркувань, конфекціоніст виходить з того які саме тканини є на ринку, скільки вони коштують, час та умови їх поставки тощо, тобто саме від нього залежить в якому конкретно матеріалі втілиться задум модельєра.

## Причини появи професії
Мінливість моди та бажання носити річ «не таку як у всіх» призвели до того, що зараз випускається безліч видів тканин. Тканини розрізняються за матеріалом, фактурою, кольором. Тканини не можна порівнювати з такими товарами як наприклад метал де існують чіткі стандарти і саме вони цікавлять споживача. Те, за що обирають тканину споживачі в стандартах не прописане і в кожного виробника своє. Якщо ж врахувати скільки виробників тканинив світі, а також те, що більшість тканин в Україну імпортується, то стає зрозумілою наскільки різномантіною є ця продукція. Більшість вітчизняних швейних підприємств не є велетнями івідповідно їм нема сенсу напряму зв'язуватися з виробниками, тканини вони купують на ринку. Відповідно на ринок України тканина завозиться невеликими партіями більшість з яких унікальна (тобто більше саме такої тканини в Україні просто нема і найшвидше й не буде). В такій ситуації просто неможливо замовляти тканини точно і відповідно потрібен спеціаліст який знайде тканини та фурнітуру які б відповідали поставленим вимогам.

## Вимоги до професії
Конфекціоніст має чудово розбиратися в тканинах, знати усіх місцевих та регіональних торговців, знати їх умови роботи та регулярно ознайомлюватися з їх асортиментом. Конфекціоніст повинен мати гарну уяву і бачити по маленькому клаптику зразка тканину в сувої, бачити як буде виглядати тканина чи фурнітура у виробах. Він має розуміти та відчувати моду. Конфекціоніст повинен не механічно переглядати каталоги — це спеціаліст який забезпечує втілення моделей в найоптимальнішому матеріалі.